# VS 794 CGV
VS 794 CGV bezeichnet einen von Vik-Sandvik entworfenen Mehrzweckschiffstyp der norwegischen Küstenwache. Nach dem Namen des Typschiffs wird die aus drei Einheiten bestehende Klasse als Barentshav-Klasse bezeichnet.

## Geschichte
Das Typschiff der Serie wurde im März 2006 bestellt. Gebaut wurden die Schiffe zwischen 2007 und 2010. Bauwerft war die Myklebust Verft in Gursken. Die Rümpfe wurden von der rumänischen Werft Severnav in Drobeta Turnu Severin zugeliefert. Der Schiffsentwurf stammt vom norwegischen Schiffsarchitekturbüro Vik-Sandvik in Fitjar. Der Rumpf basiert auf dem ebenfalls von Vik-Sandvik entworfenen Trawler Libas.
Eigner der Schiffe ist SEB Njord in Oslo, bereedert werden sie von Remøy Management in Fosnavåg. Die Schiffe sind für zunächst 15 Jahre an die norwegischen Küstenwache verchartert. Sie bilden dort die Barentshavklassen (Barentshav-Klasse).

## Beschreibung
Die Schiffe werden von einem Hybridsystem angetrieben. Sie verfügen über einen Bergen-Marine-Dieselmotor des Typs B32:40L8P mit 4000 kW Leistung sowie einen Elektromotor mit 2500 kW Leistung. Die Motoren wirken einzeln oder gemeinsam über ein Untersetzungsgetriebe auf einen Verstellpropeller mit Kortdüse. Die Schiffe erreichen bei dieselmechanischem Antrieb rund 18 kn, im Elektrobetrieb rund 15,5 kn und im Hybridbetrieb rund 20 kn. Die Schiffe sind mit je einer Querstrahlsteueranlage mit 736 kW Leistung im Bug und Heck sowie einer Propellergondel mit 883 kW Leistung im Bug ausgestattet. Die Schiffe verfügen ein System zur dynamischen Positionierung.
Die Stromerzeugung erfolgt durch von Mitsubishi-Gasmotoren angetriebene Generatoren. Es stehen drei Gasmotoren des Typs GS16R mit jeweils 865 kW Leistung und ein Gasmotor des Typs GS12R mit 642 kW Leistung zur Verfügung. Außerdem steht ein vom Diesel-Hauptmotor mit 1000 kW Leistung angetriebener Wellengenerator zur Verfügung. Der Hafengenerator wird von einem Mitsubishi-Dieselmotor mit 400 kW Leistung (437,5 kVA Scheinleistung), der Notgenerator von einem Mitsubishi-Dieselmotor mit 104 kW Leistung (125 kVA Scheinleistung) angetrieben. Die Diesel- und Gasmotoren sind in zwei getrennten Maschinenräumen untergebracht.
Im Gasbetrieb verringern sich die NOx-Emissionen um rund 90 % und die CO2-Emissionen um rund 25 % im Vergleich zum Betrieb mit Marinedieselöl.
Die Schiffe werden von der Küstenwache im Rahmen der Fischereikontrolle, für Such- und Rettungseinsätze, zur Bekämpfung von Bränden und Ölverschmutzungen sowie als Schlepper eingesetzt. Der Pfahlzug der Schiffe beträgt 100 t. Für die Brandbekämpfung stehen zwei Löschmonitore zur Verfügung. Die Feuerlöschpumpen können 2800 m³ Löschmittel pro Stunde fördern. Die Leistung der Löschmonitore beträgt jeweils 1200 m³ pro Stunde. Zum Eigenschutz sind die Schiffe mit einem Sprinklersystem ausgestattet, das die Außenseite der Decksaufbauten in einen Wassernebel hüllen kann. Zur Bekämpfung von Ölverschmutzungen sind die Schiffe mit an Auslegern angebrachten Skimmern ausgestattet. Das aufgenommene Öl wird in Tanks mit einer Kapazität von circa 1075 m³ gesammelt.
Die Decksaufbauten befinden sich größtenteils in der vorderen Hälfte der Schiffe. Hinter den Decksaufbauten befindet sich ein 440 m² großes, offenes Arbeitsdeck. Das Arbeitsdeck kann mit 300 t belastet werden. Die Schiffe sind für den Einsatz des U-Boot-Rettungssystems der NATO geeignet. Zum Transport von Materialien und Ausrüstungen steht ein Laderaum mit einer Kapazität von 200 m³ zur Verfügung.
Hinter den Decksaufbauten ist auf der Steuerbordseite ein Deckskran installiert, der das Arbeitsdeck bedienen kann. Die Tragkraft des Krans beträgt 8 t bei 6 m Auslage. Zur Übernahme kleiner Lasten wie beispielsweise Versorgungsgüter steht ein Proviantkran zur Verfügung. Dieser kann 1,5 t bei 10 m Auslage heben.
Die Schiffe sind mit einer 40-mm-Kanone und zwei 12,7-mm-Maschinengewehren bewaffnet. Der Rumpf der Schiffe ist eisverstärkt (Eisklasse C).
Die Schiffsbesatzung besteht standardmäßig aus 23 Personen, die teilweise Militärangehörige und teilweise Zivilisten sind. An Bord ist Platz für bis zu 40 Personen, für die zwei Einzelkabinen, neun Einzelkabinen mit zusätzlichem Bett und zehn Doppelkabinen zur Verfügung stehen. An Bord stehen unter anderem verschiedene Büros, ein Konferenzraum, eine Krankenstation mit Operationsraum, Umkleiden, eine Wäscherei, ein Fitnessraum und Lagerräume zur Verfügung.

## Schiffe
| VS 794 CGV | VS 794 CGV     | VS 794 CGV | VS 794 CGV | VS 794 CGV                       |
| Bauname    | Schiffskennung | Baunummer  | IMO-Nummer | Kiellegung Ablieferung           |
| ---------- | -------------- | ---------- | ---------- | -------------------------------- |
| Barentshav | W340           | 48         | 9389356    | 6. Dezember 2007 19. August 2009 |
| Bergen     | W341           | 49         | 9389368    | 26. März 2008 4. Februar 2010    |
| Sortland   | W342           | 52         | 9432646    | 25. August 2008 5. Juli 2010     |

Die Schiffe fahren unter der norwegischen Kriegsflagge. Heimathafen ist Fosnavaag.